# Ancyra annamensis
Ancyra annamensis är en insektsart som beskrevs av Schmidt 1908. Ancyra annamensis ingår i släktet Ancyra och familjen Eurybrachidae. Inga underarter finns listade i Catalogue of Life.